# Yoshi Touch & Go
Yoshi Touch & Go, в Японии известная как Catch! Touch! Yoshi! (яп. キャッチ!タッチ!ヨッシー! Kyatchi! Tatchi! Yosshī!) — это видеоигра, которая была разработана Nintendo и выпущена для Nintendo DS. В Японии игра «дебютировала» 27 января 2005 года, в Северной Америке 14 марта 2005 года, в Европе — 6 мая 2005 года. По состоянию на август 2007 года в Японии игру купили 197 337 раз. В 2015 году игра была выпущена на Wii U Virtual Console. 
Персонажи игры — Йоши, Марио-малыш и Луиджи-малыш. Дизайн персонажей аналогичен дизайну в игре Super Mario World 2: Yoshi's Island. В игре используются функции сенсорного экрана и микрофона. В игре необходимо выполнять одни и те же задания и постараться набрать наивысший результат (так же, как и в аркадных играх 1980-х годов). Сложность заключается в том, чтобы добиться мастерства и улучшить навыки прохождения игры.

## Оценки
| Сводный рейтинг    | Сводный рейтинг |
| Агрегатор          | Оценка          |
| ------------------ | --------------- |
| GameRankings       | 75,01 %         |
| Metacritic         | 73/100          |
| Иноязычные издания |                 |
| Издание            | Оценка          |
| GameSpot           | 7,2/10          |
| IGN                | 8,8/10          |

Игра получила в целом хорошие отзывы, но была принята не так позитивно, как предыдущие игры, например, Yoshi's Island. На GameRankings игра оценена в 75%, на Metacritic рейтинг составил 73/100. Крейг Харрис, критик IGN, назвал игру «одной из самых оригинальных игр, созданных для консоли, для которой она была выпущена», также он заявил, что «игра не похожа на игры, в которые вы играли раньше». Он отметил наличие многопользовательской игры и поставил оценку 8,8/10. Игра получили награду IGN Editors 'Choice Award 11 марта 2005 г.
Некоторые обозреватели игр критиковали Yoshi Touch & Go, так как в игре не было сюжета, а игровой процесс оказался слишком простым. Критик GameSpot Райан Дэвис «проходил несколько уровней снова и снова», многопользовательский режим также ему не очень понравился. Он заключил, что «концепция геймплея (...) довольно хороша», но игру можно было сделать лучше. Тем не менее, продажи игры были умеренно успешными (в Японии игра продана 197,337 раз).